# Zak Tell

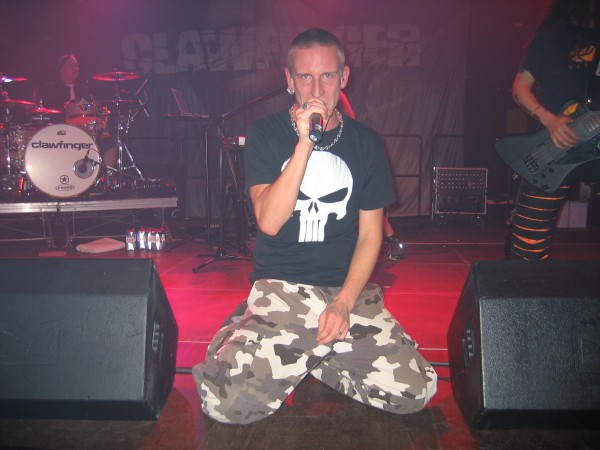
Zak Tell, en un directo de Clawfinger en Saarbrücken, Alemania

Zak Nikolas Tell (nacido el 16 de noviembre de 1970, en Estocolmo (Suecia)) es un músico sueco y cantante de la banda de rap metal Clawfinger.
Durante su infancia, Zak y su familia se mudaron a Bristol (Inglaterra) durante varios años (durante los cuales adquirió y mejoró su nivel de inglés) antes de volver definitivamente a Suecia en 1982. Tell formó Clawfinger en la Institución Mental de Rosegrove (que más adelante se convirtió en una influencia para su canción 'Rosegrove', que aparece en su primer álbum '(Deaf dumb blind)'. Allí conoció al guitarrista Bård Torstensen, que había podido escuchar la habilidad de Zak mientras cantaba por los pasillos del hospital, y se harían amigos tras llegar a la conclusión de que ambos tenían un gusto musical similar. El grupo aumentó cuando Jocke Skog (teclista) y Erlend Ottem (guitarrista) entraron a formar parte de la banda. Y fue Ottem quien dirigió a la banda para grabar su primera demo, con la que poco después conseguirían su contrato discográfico.
El estilo de Zak es bien conocido por su estilo político, antirreligioso y antirracista, y ha sido comparado por la guía musical Allmusic Guide con el estilo vocal de Big Daddy Kane y Kool Moe Dee. Sin embargo, su voz ha sido muy criticada por sonar, a menudo, muy americanizada. Por otro lado, la canción 'Step Aside' del álbum Zeros and heroes no sentó demasiado bien para la mayor parte de la audiencia estadounidense debido a que critica fuertemente a George W. Bush, los atentados de 11 de septiembre y la política militar de Estados Unidos.